# باته بنت البراء
باته بنت البراء أو مباركة منت البراء (1956 -) هي شاعرة وكاتبة موريتانية معروف بالخصوص لدواوينها على مواضيع الوطنية والتقاليد الموريتانية.

## حياتها ونشأتها
ولدت عام 1956 في المذرذرة اتاكلالت ودرَّست في الجامعة من 1987 - 1990 , وقد عملت مستشارة بوزارة التنمية الريفية والبيئة, ثم أستاذة في كلية الآداب - جامعة الملك سعود في المملكة العربية السعودية.

## مؤلفاتها
من أعمالها ترانيم لوطن واحد 1991, مدينتي والوتر 1996, أحلام أميرة الفقراء 1997. كتب النقاد عددًا من الدراسات حول شعرها وكتاباتها القصصية, كما كان شعرها موضوع دراسات في العديد من الأطروحات الجامعية, منها دراسة ينصرها بنت محمد محمود, ومحمد الحافظ بن محمد.